# 山地運動

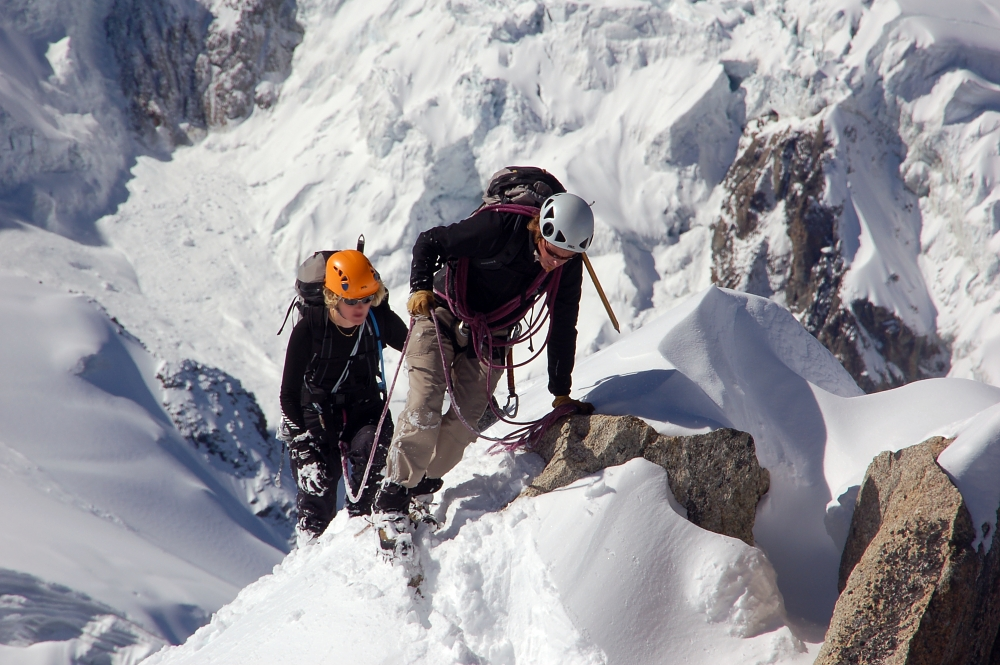
南针峰上的登山者

山地运动是指在丘陵或山地进行的体育运动。山地運動带有较高的风险，需要特殊的裝備，并且需要接受专门的训练才能安全进行。
山地运动者有時會进入環境惡劣的山地，在那里會發生如雪崩、泥石流、落石等危险事故，因此山地运动者必须采取特别措施来減輕这些事故帶來的損失。